# Лоенгрин Филипело
Лоенгрин Филипело (око 1918 — 29. децембар 1993) био је швајцарски телевизијски водитељ.
Године 1956, имао част да буде водитељ Првог такмичења за Песму Евровизије у Лугану, Швајцарска. Као што је наведено у књизи „Евровизија — Званична историја” аутора и историчара Џона Кенедија О’Конора, Филипело је био једини мушки водитељ овог такмичења све док Леон Зитрон није био водитељ са Дениз Фабр у издању из 1978. године. Филипело је такође био једини самостални мушки водитељ све до издања из 2017. године кад су била три мушка водитеља. Филипело је и касније био укључен у Евровизију, тако што је био домаћин Швајцарског националног финала 1961. и 1967. године.
Филипело је умро 29. децембра 1993. године.